# Antheraea jana
Antheraea jana là một loài bướm đêm thuộc họ Saturniidae. Nó được tìm thấy ở Sundaland, Andamans và Myanma.

## Hình ảnh

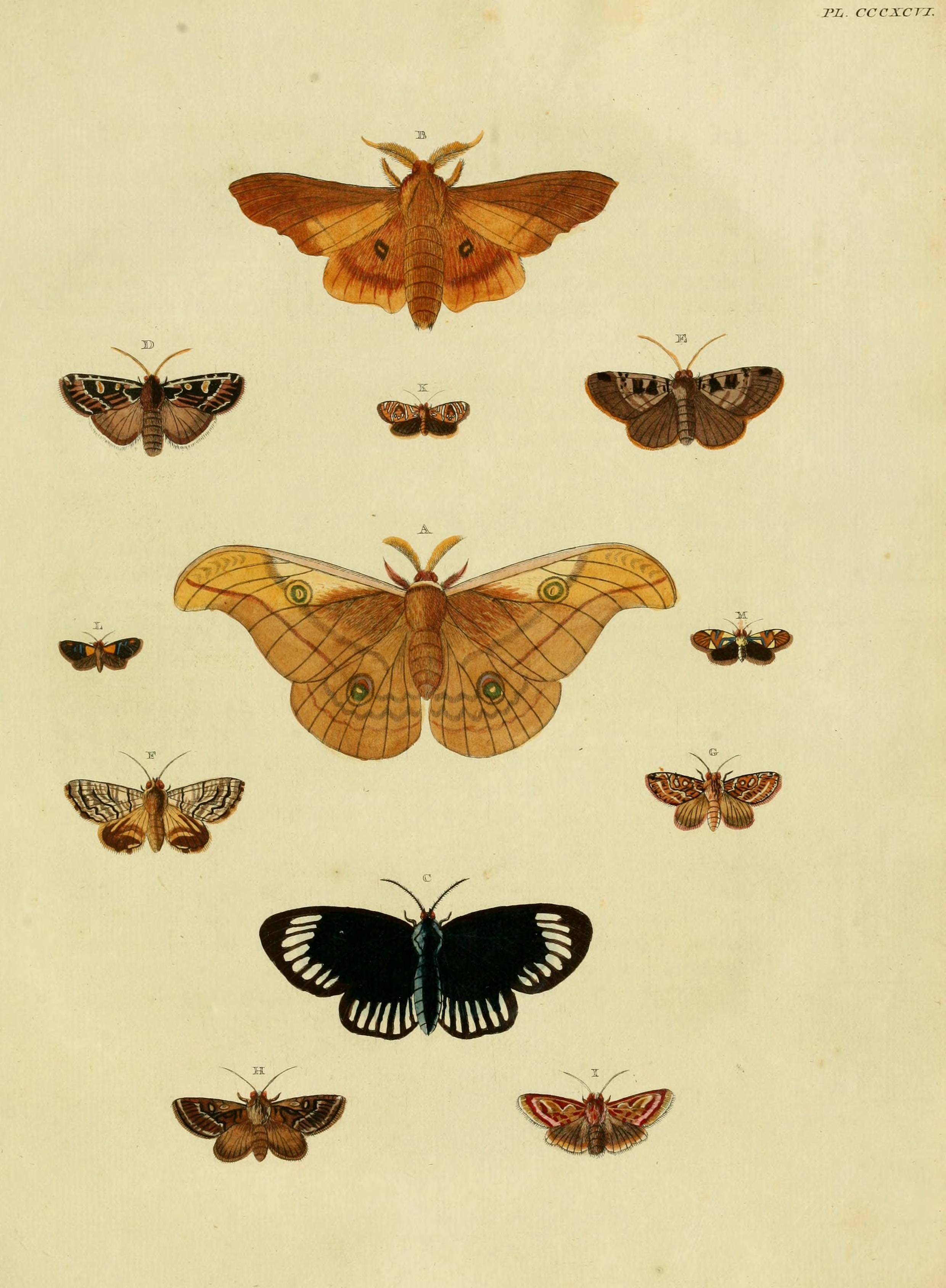